# Polyrhachis stigmatifera
Polyrhachis stigmatifera é uma espécie de formiga do gênero Polyrhachis, pertencente à subfamília Formicinae.